# Tarte à l'eau
La tarte à l'eau,  ou tarte de la Dépression par référence à la Grande Dépression, est un type de tarte ayant l'eau comme ingrédient principal, à laquelle s'ajoutent du sucre, de la farine, du beurre et parfois de l'extrait de vanille. La recette a été créée pendant la Grande Dépression aux États-Unis et a connu un renouveau au début des années 2020 lors de la pandémie de Covid-19 et de la crise économique qui s'ensuivit,.

## Histoire
Les recettes simplifiées avec des ingrédients de substitution, y compris des desserts, sont devenues populaires de la fin des années 1920 jusqu'aux années 1930, lorsque les ingrédients se faisaient rares ou devenaient trop chers,. La recette de la tarte à l'eau, apparue dans des livres de cuisine lors de la Grande Dépression de 1929 aux États-Unis, a été remise au jour par les utilisateurs de TikTok et des blogs culinaires dans les années 2020, pendant la pandémie de Covid-19, grâce à son faible coût et sa simplicité,,, mais peut-être aussi en raison de son aspect paradoxal.

## Ingrédients
La tarte est élaborée en mélangeant de l'eau à du sucre, de la farine et du beurre, et éventuellement quelques épices comme la vanille ou la cannelle. L'amidon contenu dans la farine épaissit l'appareil, lui donnant ainsi une consistance semblable à celle d'une crème pâtissière. Des boissons gazeuses telles que du Sprite peuvent être utilisées à la place de l'eau.